# Leonid Galczenko
Leonid Akimowicz Galczenko (ros. Леонид Акимович Гальченко, ur. 20 marca?/2 kwietnia 1912 w mieście Pietrowsk-Port (obecnie Machaczkała), zm. 26 września 1986 w Machaczkale) – radziecki lotnik wojskowy, pułkownik, Bohater Związku Radzieckiego (1942).

## Życiorys
Urodził się w ukraińskiej rodzinie robotniczej. Po ukończeniu 7 klas w 1933 wstąpił do technikum, w tym samym roku dowiedział się o naborze do szkoły lotniczej w Krasnodarze, po jej ukończeniu w 1933 został wcielony do Armii Czerwonej i skierowany do wojskowej szkoły lotniczej w Stalingradzie. Po jej ukończeniu w 1935 został skierowany do pułku myśliwskiego stacjonującego pod Leningradem. Podczas wojny z Finlandią 1939-1940 był nawigatorem 5 mieszanego pułku lotniczego, wykonał 50 lotów bojowych, w tym 23 szturmowe. W 1941 został członkiem WKP(b) i ukończył kursy doskonalenia kadry dowódczej w Lipiecku, po czym został włączony w skład 145 pułku lotnictwa myśliwskiego 1 Mieszanej Dywizji Lotniczej Sił Powietrznych 14 Armii i 25 czerwca 1941 skierowany na front rozpoczętej właśnie wojny z Niemcami jako dowódca eskadry myśliwców. Do końca września 1941 wykonał 77 lotów bojowych, strącając 7 samolotów wroga. Za te zasługi został przedstawiony do odznaczenia tytułem Bohatera Związku Radzieckiego. W październiku 1941 otrzymał zadanie formowania nowego, 609 pułku lotnictwa myśliwskiego, którego został dowódcą. Jesienią 1942 doznał udaru mózgu, wskutek czego mocno pogorszył mu się wzrok. W listopadzie 1942 został wyznaczony zastępcą dowódcy ponownie sformowanej 259 Dywizji Lotnictwa Myśliwskiego 7 Armii Powietrznej, później był zastępcą dowódcy kolejno 258, 161 i 201 Dywizji Lotnictwa Myśliwskiego. W czerwcu 1944 został zastępcą dowódcy 324 Dywizji Lotnictwa Myśliwskiego na Froncie Karelskim, na tym stanowisku brał udział w operacji świrsko-pietrozawodskiej. 22 października 1944 odniósł swoje ostatnie zwycięstwo. W grudniu 1944 jego dywizja została wycofana z frontu i włączona w skład Sił Powietrznych Moskiewskiego Okręgu Wojskowego, w związku z czym już do końca wojny nie brał więcej udziału w walkach. Łącznie podczas wojny wykonał 310 lotów bojowych i stoczył ok. 40 walk powietrznych, w których strącił osobiście 13 i w grupie 10 samolotów wroga. Po wojnie służył na dowódczych stanowiskach w Siłach Powietrznych Zakaukaskiego Okręgu Wojskowego, w kwietniu 1950 został dowódcą 16 Gwardyjskiej Dywizji Lotnictwa Myśliwskiego Sił Powietrznych Okręgu Północnego (rejon Murmańska), od listopada 1952 studiował w Wyższej Akademii Wojskowej im. Woroszyłowa, jednak w grudniu 1953 został zwolniony do rezerwy z powodu ciężkiej choroby. Jego imieniem nazwano szkołę w Kandałakszy i ulicę w miejscowości Mołocznyj w obwodzie murmańskim.

## Odznaczenia
- Złota Gwiazda Bohatera Związku Radzieckiego (6 czerwca 1942)[1]
- Order Lenina (6 czerwca 1942)
- Order Czerwonego Sztandaru (czterokrotnie, w tym 5 lutego 1940 i 16 stycznia 1942)
- Order Wojny Ojczyźnianej I klasy (dwukrotnie, 13 lutego 1944 i 11 marca 1985)
- Order Czerwonej Gwiazdy
- Medal „Za zasługi bojowe” (3 listopada 1944)
- Medal „Za obronę Radzieckiego Obszaru Podbiegunowego”

I inne.